# Dietlibc
dietlibc es una biblioteca estándar de C distribuida bajo la versión 2 de la licencia GNU General Public License. Fue desarrollada por Felix von Leitner con el propósito de compilar y enlazar programas cuyo tamaño fuera lo más reducido posible dietlibc fue desarrollada desde cero y por tanto sólo implementa las funciones más comunes e importantes. Se utiliza principalmente en sistemas embebidos.